# جان فرانسوا غيل
جان فرانسوا غيل (بالفرنسية: Jean-François Gail)‏ هو واضع كلمات الأوبرا وشاعر فرنسي، ولد في 28 أكتوبر 1795 في باريس في فرنسا، وتوفي في 22 أبريل 1845.